# Едгар Чедвік
 Едгар Чедвік (англ. Edgar Chadwick, 14 червня 1869, Блекберн — 14 лютого 1942, Блекберн) — англійський футболіст, що грав на позиції нападника (лівого інсайда), зокрема, за клуб «Евертон», а також національну збірну Англії. По завершенні ігрової кар'єри — тренер.

## Клубна кар'єра
Юнаком грав у рідному місті за команди «Блекберн Олімпік» і «Блекберн Роверз».
Влітку 1888 року став гравцем «Евертона», у складі якого того ж року став учасником першого сезону Футбольної ліги. Допоміг команді у третьому розіграші турніру (1890/91) здобути свій перший титул чемпіонів Англії. У складі «Евертона» був одним з головних бомбардирів команди, маючи середню результативність на рівні 0,36 голу за гру першості. Загалом за одинадцять сезоні взяв участь у 270 іграх.
1899 року перейшов до «Бернлі», згодом також грав за «Саутгемптон», «Ліверпуль» та «Блекпул».
Завершив ігрову кар'єру у клубі «Глоссоп Норт Енд», за команду якого виступав протягом 1905—1906 років.

## Виступи за збірну
1891 року дебютував в офіційних матчах у складі національної збірної Англії. Протягом кар'єри у національній команді, яка тривала 7 років, провів у її формі 7 матчів (усі в рамках Домашніх чемпіонатів Сполученого Королівства), забивши 3 голи.

## Кар'єра тренера
Невдовзі по завершенні кар'єри гравця, 1908 року, очолив збірну Нідерландів, з якою того ж року здобув бронзові медалі на Олімпійських іграх в Лондоні. За чотири роки, на Олімпіаді 1912 у Стокгольмі, нідерландці під керівництвом Чедвіка знову стали бронзовими призерами.
1913 року залишив збірну, однак залишився у Нідерландах, де працював на клубному рівні з «Вітессом» і «Спартою» (Роттердам). З роттердамською командою виграв чемпіонат країни 1914/15.
Після Першої світової війни повернувся до рідного Блекберна, де працював у власній пекарні. Помер 14 лютого 1942 року на 73-му році життя.
| Дата     | Місто      | Господарі | Результат | Гості     | Турнір             | Голи | Примітки |
| -------- | ---------- | --------- | --------- | --------- | ------------------ | ---- | -------- |
| 7-3-1891 | Сандерленд | Англія    | 4 – 1     | Уельс     | Домашній чемпіонат | 1    |          |
| 6-4-1891 | Блекберн   | Англія    | 2 – 1     | Шотландія | Домашній чемпіонат | 1    |          |
| 2-4-1892 | Глазго     | Шотландія | 1 – 4     | Англія    | Домашній чемпіонат | 1    |          |
| 1-4-1893 | Лондон     | Англія    | 5 – 2     | Шотландія | Домашній чемпіонат | -    |          |
| 7-4-1894 | Глазго     | Шотландія | 2 – 2     | Англія    | Домашній чемпіонат | -    |          |
| 7-3-1896 | Белфаст    | Ірландія  | 0 – 2     | Англія    | Домашній чемпіонат | -    |          |
| 3-4-1897 | Лондон     | Англія    | 1 – 2     | Шотландія | Домашній чемпіонат | -    |          |
| Усього   |            | Матчів    | 7         |           | Голів              | 3    |          |

## Титули і досягнення

### Як гравця
- Чемпіон Англії (1):

«Евертон»: 1890/91

### Як тренера
- Бронзовий призер Олімпійських ігор (2):

Нідерланди: 1908, 1912
- Чемпіон Нідерландів (1):

«Спарта»: 1914/15